# Liolaemus incaicus
Liolaemus incaicus — вид ігуаноподібних ящірок родини Liolaemidae. Ендемік Перу.

## Поширення і екологія
Liolaemus incaicus мешкають в Перуанських Андах, в регіоні Куско. Вони живуть в сухих міжандійських долинах, на висоті від 2885 до 3550 м над рівнем моря. Є живородними.